# أنيته فيبر
أنيته فيبر (1965 - ) هي أديبة ألمانية ولدت في مدينة لمغو.في مقاطعة وستفاليا. كتبت بعض الروايات تحت اسم مستعار هو ييني فينتر.
اسمها الأصلي جينيفر وينتر، ولدت في. ثم انتقلت إلى الولايات المتحدة وعملت في منتزه ترفيهي، ثم موظفة في بنك. وفي تلك الفترة اكتشفت موهبتها في الكتابة. فكتبت لمجلات الشباب والأطفال.
ثم عرضت عليها دار نشر أن تنشر لها كتابا، وحاليا تعيش وتعمل كاتبة حرة ومعلمة ركوب خيل.
من كتبها : الوظيفة المثلى والعوائق – ليسي وحصانها أركادو – ليسي والسباق الكبير.